# Liste der Naturdenkmale in Liebstadt
Die Liste der Naturdenkmale in Liebstadt nennt die Naturdenkmale in Liebstadt im sächsischen Landkreis Sächsische Schweiz-Osterzgebirge.

## Definition
„Naturdenkmäler sind rechtsverbindlich festgesetzte Einzelschöpfungen der Natur oder entsprechende Flächen bis zu fünf Hektar, deren besonderer Schutz erforderlich ist
1. aus wissenschaftlichen, naturgeschichtlichen oder landeskundlichen Gründen oder
2. wegen ihrer Seltenheit, Eigenart oder Schönheit.“

„§ 18 – Naturdenkmäler – (zu § 28 BNatSchG)
(1) Die Erklärung nach § 22 Abs. 1 BNatSchG von Teilen von Natur und Landschaft als Naturdenkmal erfolgt durch Rechtsverordnung oder Einzelanordnung.
(2) Über § 28 Abs. 1 BNatSchG hinaus können Naturdenkmäler zur Sicherung von Lebensgemeinschaften oder Lebensstätten von im Bestand gefährdeten oder streng geschützten Arten festgesetzt werden.“

## Liste
Link zu einem Kartenansichtstool, um Koordinaten zu setzen.
| Bild            | Bezeichnung                                            | Lage                                             | Beschreibung | Datum         | Nummer  |
| --------------- | ------------------------------------------------------ | ------------------------------------------------ | ------------ | ------------- | ------- |
| BW              | Roter Berg Biensdorf                                   | (50° 53′ 34,9″ N, 13° 51′ 6,1″ O)                |              |               | SSZ 042 |
| BW              | Achataufschluss bei Schlottwitz                        | (50° 52′ 10,2″ N, 13° 48′ 59,5″ O)               |              |               | SSZ 056 |
| BW              | Feuchtgebiet bei Waltersdorf                           | (50° 48′ 41,5″ N, 13° 51′ 23″ O)                 |              |               | SSZ 072 |
| BW              | Liebstädter Wiese                                      | (50° 51′ 47,5″ N, 13° 51′ 5,1″ O)                |              |               | SSZ 074 |
| Fotos hochladen | Eibe am Müglitzhang bei Schlottwitz                    | Großröhrsdorf (50° 53′ 15,3″ N, 13° 48′ 53,4″ O) |              | 1, 2, 3, 4, 5 | ssz 013 |
| BW              | Vierlingsbuche bei Liebstadt                           | Liebstadt (50° 52′ 2,1″ N, 13° 50′ 46,8″ O)      |              | 1, 2, 4, 5    | ssz 054 |
| BW              | Wildapfel nordöstlich des Grauberges bei Großröhrsdorf | Biensdorf (50° 54′ 29,6″ N, 13° 50′ 6,1″ O)      |              | 1, 3          | ssz 083 |
| BW              | Eibe südöstlich Großröhrsdorf                          | Großröhrsdorf (50° 53′ 29,9″ N, 13° 50′ 46,6″ O) |              | 1, 3, 5       | ssz 084 |
| BW              | Hohle Eiche bei Liebstadt                              | Liebstadt (50° 51′ 57,5″ N, 13° 51′ 28,6″ O)     |              | 1, 2, 4       | ssz 101 |

Das Nummernschema des Landkreises unterscheidet
- Einzelnaturdenkmal = Kleinbuchstaben (ssz 001 Winterlinde in Neustadt; …)
- Flächennaturdenkmal = Großbuchstaben (SSZ 001 Erlpeterquelle Pirna; …)